# Sarah Menefee
Sarah Menefee (Chicago, 1946) è un'attivista e poetessa statunitense.

## Biografia
Sarah Menefee vive a San Francisco. Scrive poesie da circa trent'anni. Ha pubblicato su numerose riviste, tra cui Compages, Acts, The Baltimore Sun, Exit Zero e Left Curve di Csaba Polony. 
Corrispondente per il People's Tribune, da sempre impegnata a favore degli homeless, è membro del National Organizing Commitee. Impegnata anche con gruppi come la San Francisco Union of the Homeless, Homeless Task Force e la Food Not Bombs.
È stata protagonista di molte campagne sociali, di scioperi, azioni di disobbedienza civile e di resistenza alle retate della polizia, nel 1991 venne arrestata per aver dato da mangiare ai poveri "senza permesso". Dopo una campagna pubblica di sei mesi è stata rilasciata. Attualmente lavora in una libreria.
È membro fondatore di Occupy Movement e della Revolutionary Poets brigade.
Negli anni novanta ha pubblicato Il sangue intorno al cuore e Questa mano peritura, entrambi tradotti in Italia per Multimedia Edizioni.
Nel 2005 ha pubblicato Human Star, recentemente tradotto in Italia.

## Opere italiane
- Il sangue intorno al cuore, Multimedia Edizioni, 1994, ISBN 88-86203-06-3
- Questa mano peritura, Multimedia Edizioni, 1995, ISBN 978-88-86203-23-4
- Stella umana, Multimedia Edizioni, 2014, ISBN 978-88-86203-68-5

| Controllo di autorità | VIAF (EN) 7418824 · ISNI (EN) 0000 0000 3728 9304 · LCCN (EN) n88143481 · BNF (FR) cb12097068m (data) |